# Infantes de Carrión
Los Infantes de Carrión, Fernando y Diego González, fueron unos personajes literarios con base histórica, que aparecen en el Cantar de mio Cid, pertenecientes a la nobleza del reino de León.

## Los personajes históricos
Según Ramón Menéndez Pidal fueron respectivamente el primero y el cuarto de los hijos de los condes de Carrión don Gonzalo Ansúrez y doña Teresa. Debieron de nacer hacia los años 1074 o 1075 y por parte paterna venían del linaje de los Banu Gómez, condes de Saldaña y Carrión durante los siglos X y XI; el mismo Cantar de mio Cid lo reconoce (con manifiesta ironía y oposición de los términos valor y vano) por boca de Minaya Álvar Fáñez:
De natura sodes de los de Vanigómez, / onde salíen condes de prez e de valor, / más bien sabemos las mañas que ellos han oy (vv. 3343-3345)
Pero la realidad es que ningún personaje de esos nombres, Fernando y Diego, fue hijo de los condes de Carrión; los únicos que poseen esos nombres, por otra parte bastante comunes en la época, y que pertenezcan a la familia de los condes de Carrión, son dos hijos de Ansur Díaz y apellidados por tanto Ansúrez, hermanos de los condes Pedro Ansúrez y Gonzalo Ansúrez.

No obstante existe otra posibilidad que surge si en contra de lo contemplado por Martínez Diez y la mayor parte de los autores anteriores se acepta la existencia de otro hijo del conde Gómez Díaz II llamado Diego. La prueba de la existencia de este hijo estaría en su lápida sepulcral del Monasterio de San Zoilo en Carrión.. Gómez Diaz II,  tío de Pedro Ansurez, es conde precisamente de Carrión a partir de 1038, tiene dos hijos llamados Fernando y Diego que como hijos del conde de tal plaza pudieran ser considerados en términos amplios "infantes" aun aceptando que tal denominación no fuera técnicamente apropiada. Además se apellidarían Gómez y no González. Pero hay que tener en cuenta que el juglar toma elementos reales que puede alterar con alguna libertad como hace en algunos otros pasajes del poema.

## Los personajes literarios

### En el Cantar de mio Cid
Según el Cantar de mio Cid, eran infantes, lo cual es históricamente falso. Ha sido demostrado que esos no fueron sus nombres verdaderos y pidieron casarse con las dos hijas del Cid, doña Elvira y doña Sol (cuyo nombres tampoco eran esos, sino seguramente Cristina y María); el rey Alfonso VI les dio su venia, aunque el padre Rodrigo Díaz de Vivar recelaba de los mismos. Aparecen caracterizados como absolutamente viles y siniestros, cuchicheando siempre entre ellos y absolutamente despojados de toda virtud.
Codiciosos, traman el asesinato del amigo mudéjar del Cid, el moro Abengalbón; envanecidos de su linaje, se muestran sin embargo cobardes cuando se escapa un león de su jaula y en la batalla contra los musulmanes, y, resentidos por las burlas que se ganaron con su conducta, se muestran perversos, sádicos y despiadados con sus esposas, a las que atan y golpean abandonándolas para que se las coman los lobos en el robledal de Corpes. El Cid pide cortes al rey, que se convocan en Toledo y reclama y obtiene que le devuelvan la dote y sus preciosas espadas Colada y Tizona. Además, los capitanes de las mesnadas del Cid les conminan a riepto o duelo y son derrotados y dejados casi muertos. Finalmente, su matrimonio se anula y las hijas del Cid se casan con los príncipes de Navarra, D. Ramiro, y Aragón, D. Sancho, algo históricamente no del todo exacto.

### En el Romancero
Los infantes de Carrión aparecen como personajes en diversos romances: "Tres cortes armara el rey..." y "Acabado de yantar...", también conocido este como "Pavura de los condes de Carrión" y parodiado por Francisco de Quevedo en su romance "Mediodía era por filo...".

### En el teatro
Son personajes de La afrenta del Cid vengada de Manuel Fermín de Laviano, pieza escrita en 1779 pero representada en 1784, obra significativa por ser la primera que se inspira en el texto del Cantar de mio Cid, publicado por Tomás Antonio Sánchez en 1779. También aparecen en el drama en verso del modernismo Las hijas del Cid, escrita por Eduardo Marquina y estrenada en el Teatro Español de Madrid en 1908.

### En el cine
Inspirada en la obra anterior Miguel Iglesias, dirigió y estrenó la película italiana.